# Jesper Håkansson
Pour les articles homonymes, voir Håkansson.
Jesper Håkansson, est un footballeur danois né le 14 août 1981 à Albertslund.

## Palmarès
Djurgårdens IF
- Champion de Suède (1) : 2005 (1 match disputé)

## Parcours d'entraîneur
- juil. 2023 -août 2023 :  FC Roskilde